# Koreczyn
Koreczyn (biał. Корачын; ros. Корочин) – wieś na Białorusi, w obwodzie brzeskim, w rejonie iwacewickim, w sielsowiecie Żytlin.
W dwudziestoleciu międzywojennym leżał w Polsce, w województwie poleskim, w powiecie kosowskim/iwacewickim, w gminie Borki-Hiczyce/Iwacewicze. Po II wojnie światowej w granicach Związku Sowieckiego. Od 1991 w niepodległej Białorusi.